# Miyazaki Prefectural Art Museum
Das Miyazaki Prefectural Art Museum (englisch; japanisch 宮崎県立美術館 Miyazaki-kenritsu bijutsukan) wurde im Oktober 1995 eröffnet und befindet sich im Kulturpark der japanischen Präfektur Miyazaki (Miyazaki-ken sōgō bunka kōen engl. "Miyazaki Prefecture General Culture Park") in deren Hauptstadt Miyazaki. Die Gründung erfolgte mit dem Ziel, Kunst einem breiten Publikum zugänglich zu machen und als Plattform für kulturelle Bildung und kreative Aktivitäten zu dienen. Das Museum liegt in einer grünen Umgebung.

## Architektur
Das Gebäude wurde entworfen von dem japanischen Architekten Shin'ichi Okada, der in der zweiten Hälfte des 20. Jahrhunderts tätig war. Er ist vor allem für die Gestaltung von Schulen, Krankenhäusern, Museen und Regierungsgebäuden bekannt. Das Miyazaki Prefectural Art Museum ist ein dreigeschossiges unterkellertes Gebäude. Die Arbeit wurde mit einem BCS-Preis, einem Preis für herausragende Leistungen und dem Preis der Japanischen Kunstakademie ausgezeichnet.

## Sammlung

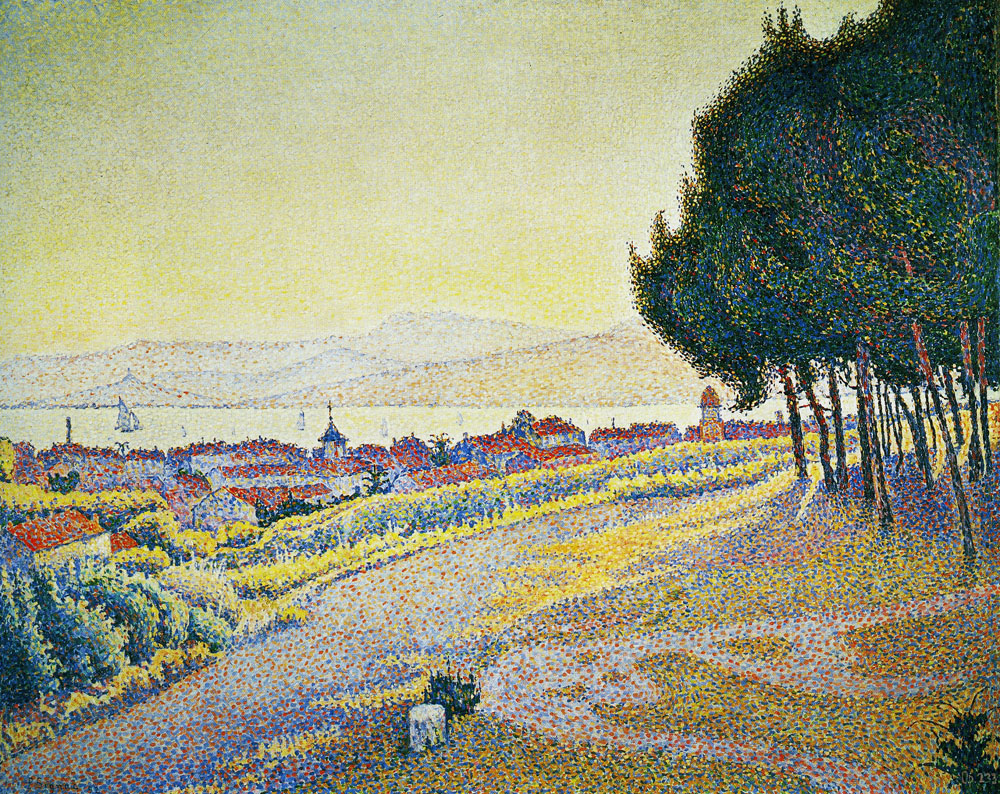
Paul Signac (1863–1935) Saint-Tropez, Opus 233, 1926.

Das Museum besitzt eine vielfältige Sammlung, die sich auf drei Kategorien konzentriert:
1. Werke von Künstlern mit Bezug zur Präfektur Miyazaki: Nakazawa Hiromitsu, Young Girl Harvesting Seaweed; Yamada Shinichi, Ahnya in Winter Clothes; Shiotsuki Toho, Maiko Girl; Matuda Gyokujo, Beauties of the Genroku Era.
2. Kunstwerke, die die Entwicklung der japanischen Kunstgeschichte veranschaulichen: Yamaguchi Kaoru, Europe and Ox, Zeus; Yamaguchi Takeo, Yellow Shape; Ikeda Masuo, Breakfast of Taeko; Kitagawa Tamiji, Fandango; Ll Ay-O, Rainbow Charmer A.

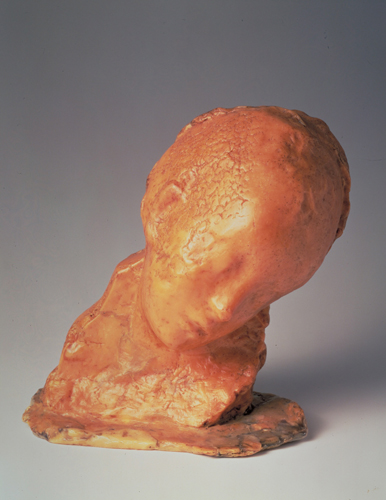
Medardo Rosso (1858–1928): Bambino malato (Krankes Kind) 1889

3. Herausragende internationale Kunstwerke. Zu den Höhepunkten der Sammlung gehören Werke von Pablo Picasso, Woman in velvet hat sitting in armchair with dove; 1915–1616; Pierre Bonnard, Woman among the grapes, 1911; George Rouault, Clown, 1938; Paul Klee, Innenraum, 1918; Marino Marini, Reiter, 1955; René Magritte, 1963; A Sense of Reality; Roberto Matta, A Bud of Absorption, 1954; Paul Signac, Pine Forest – St. Tropez.

## Ausstellungen und Aktivitäten
Die Dauerausstellungen zeigen moderne Malerei, Skulptur und andere Medien. Neben der Dauerausstellung organisiert das Museum regelmäßig Sonderausstellungen, die ein breites Themenspektrum abdecken. Das Museum bietet auch Vorträge, praktische Kurse, Kunstkurse für Kinder und eine öffentlich zugängliche Kunstbibliothek. Die „People’s Gallery“ bietet der Öffentlichkeit die Möglichkeit, eigene Werke auszustellen und kreative Projekte durchzuführen.